# Oratório de Nossa Senhora de Fátima do Largo da Caparica
O Oratório de Nossa Senhora de Fátima do Largo da Caparica é um oratório português localizado no sítio do Largo da Caparica, Bairro de São Pedro à freguesia dos Biscoitos, concelho da Praia da Vitória, ilha Terceira, Açores.
Provavelmente este Oratório está entre os mais recentes da ilha Terceira e sem duvida é o mais recente da freguesia dos Biscoitos dado que foi edificado em 1994. Foi construído por iniciativa do Movimento Cruzados de Fátima do Bairro de São Pedro e contou então com o apoio financeiro da Junta de Freguesia.